# Paracyclotaenia strandi
Paracyclotaenia strandi är en skalbaggsart som beskrevs av Stefan von Breuning 1935. Paracyclotaenia strandi ingår i släktet Paracyclotaenia och familjen långhorningar.
Artens utbredningsområde är Gabon. Inga underarter finns listade i Catalogue of Life.